# فرانك هندرسون (سياسي)
فرانك هندرسون (بالإنجليزية: Frank Henderson)‏ هو سياسي أمريكي، ولد في 6 ديسمبر 1922 في شيكاغو في الولايات المتحدة، وتوفي في 27 أبريل 2015 في كويور دي أليني في الولايات المتحدة. حزبياً، نشط في الحزب الجمهوري. وقد انتخب عضو مجلس نواب ايداهو.